# Cycnos fils d'Arès
Pour les articles homonymes, voir Cycnos.

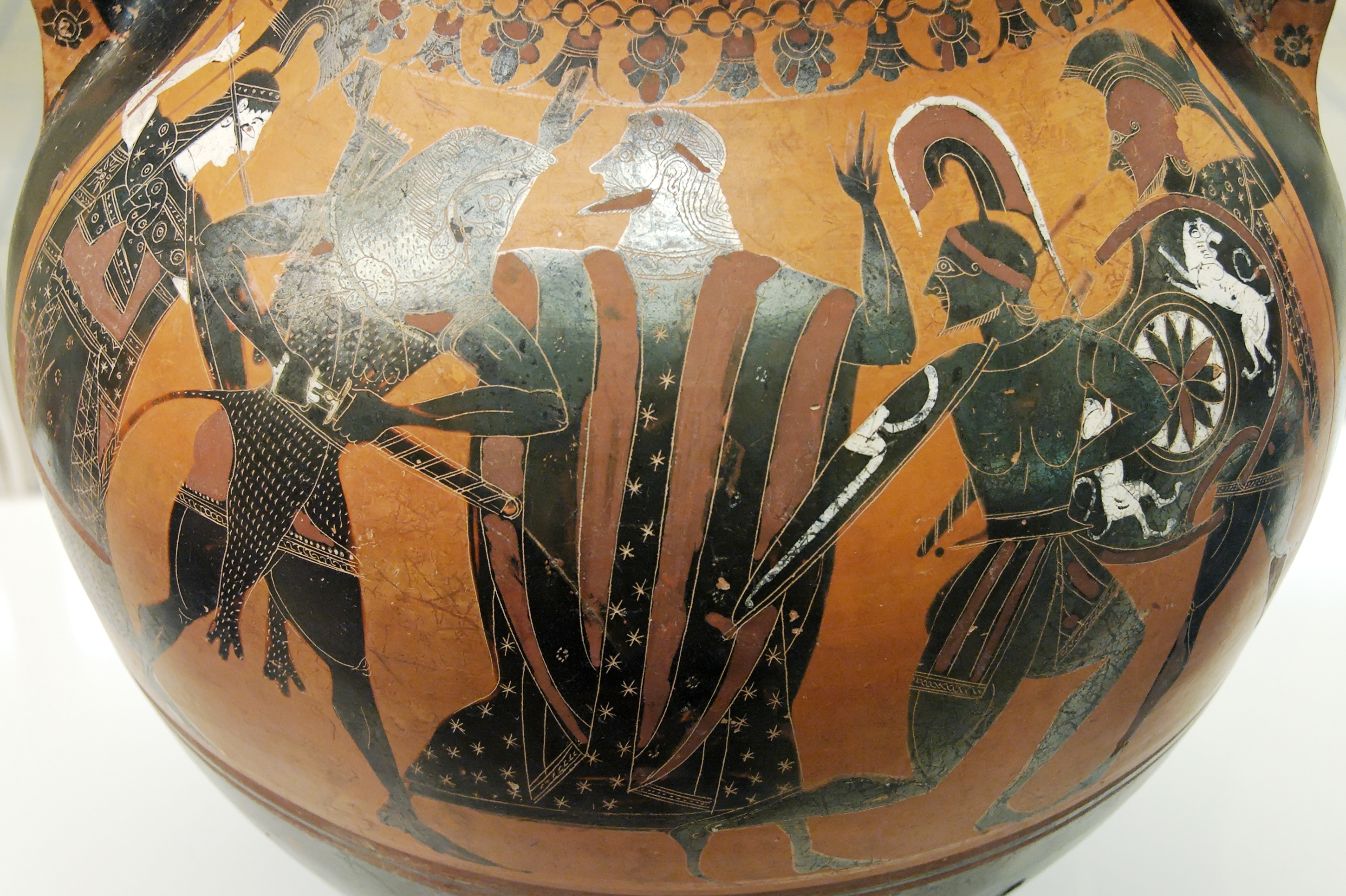
Combat d'Héraclès et Cycnos, amphore attique à figures noires, v. 550-530 av. J.-C., British Museum (B 197).

Dans la mythologie grecque, Cycnos (en grec ancien Κύκνος / Kúknos) est le fils d'Arès. Il n'est connu que par sa confrontation avec son oncle Héraclès, qui est représentée sur de nombreux vases grecs.

## Mythe

### La tradition hésiodique

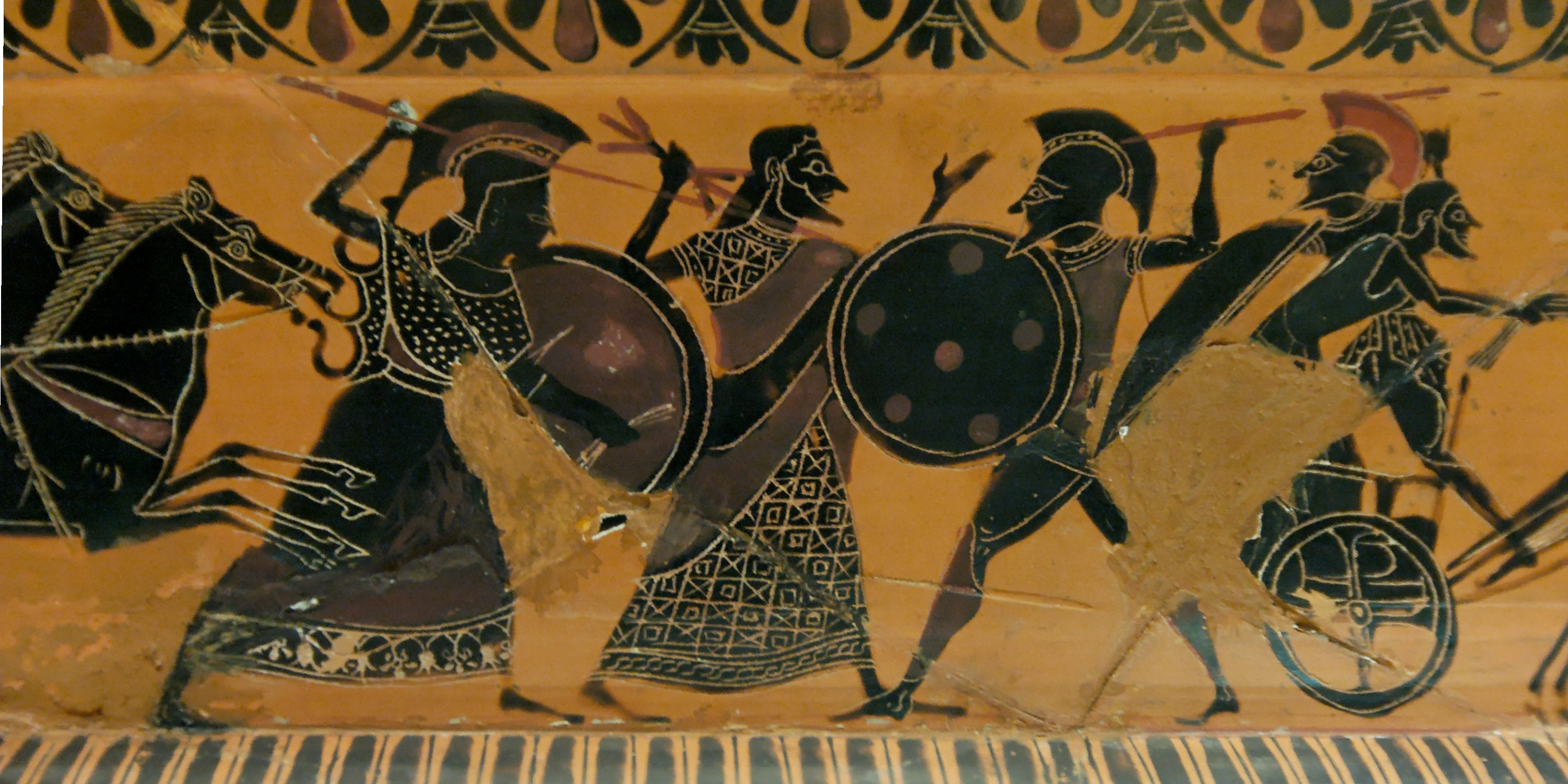
Zeus sépare Athéna et Arès alors que Cycnos (à droite) fuit Héraclès (non représenté ici) arrivant sur son chariot, cratère à volutes signé par le potier Nicosthénès, v. -540--510, British Museum (B 364).

Le personnage de Cycnos apparaît pour la première fois dans le Bouclier d'Héraclès, un poème pseudo-hésiodique datant de -590--560, entièrement consacré au combat entre Héraclès et lui. L'auteur du Bouclier n'est pas l'inventeur de ce motif, que l'on retrouve dans des monuments de l'époque archaïque : un groupe statuaire sur l'Acropole d'Athènes, une métope du Trésor des Athéniens à Delphes et un relief du trône d'Apollon à Amyclées.
Dans le poème, Cycnos est un guerrier thessalien qui dépouille les pèlerins se rendant à Delphes, ce qu'Apollon ne voit évidemment pas d'un très bon œil. Le dieu pousse ainsi Héraclès et Iolaos, montés sur leur char, à passer par son autel à Pagases pour se rendre chez Céyx, roi de Trachis. Ils sont arrêtés par Cycnos, monté sur son char, qui entend bien dérober l'armure du héros. Le combat prend fin rapidement : Héraclès abat de sa javeline Cycnos, pourtant soutenu par son père Arès, présent à ses côtés. Malgré les avertissements d'Athéna, présente sur les lieux, Arès attaque à son tour le héros dans l'idée de venger son fils. Sa javeline est déviée par Athéna (évitant ainsi un fratricide) ; blessé à la cuisse par Héraclès, il doit s'enfuir, alors qu'Héraclès dépouille Cycnos de ses armes. Céyx, beau-père de Cycnos, lui érige un tombeau qui sera détruit par le dieu-fleuve Anauros sur ordre d'Apollon.
À l'époque romaine, le pseudo-Apollodore reprend la tradition hésiodique : Héraclès rencontre Cycnos, décrit comme le fils d'Arès et de Pyrène, alors qu'il est en Macédoine, à la recherche du Jardin des Hespérides. Le combat commence sous les yeux d'Arès, mais est interrompu par un éclair, probablement lancé par Zeus, sans que l'on sache pourquoi : le récit s'arrête là. Hygin offre une version plus logique de l'intervention de Zeus : chez lui, le roi des dieux interrompt le combat qui s'amorce entre ses fils, après la mort de Cycnos.

### La tradition de la monomachie
Il existe une tradition concurrente, dite de la « monomachie » (combat singulier) que l'on retrouve pour la première fois au VIIe siècle av. J.-C. chez le poète lyrique Stésichore : celui-ci se refuse à accepter qu'Héraclès ait pu blesser un dieu. Dans son Cycnos, aujourd'hui perdu, Héraclès est défait lors de son premier combat et ne vainc Cycnos que lors d'une seconde rencontre alors que ce dernier est seul. C'est la version que suivent Pindare, Euripide, Diodore de Sicile et Pausanias lorsqu'ils évoquent Cycnos. Stésichore précise que Cycnos a l'habitude de trancher la tête des pèlerins pour ériger un temple à Apollon (?) — nom  parfois émendé en celui d'Arès ou Phobos, ce qui paraît plus logique ; le pseudo-Apollodore se rallie à cette version dans un autre passage de son œuvre, où Héraclès rencontre près de Trachis un Cycnos, fils d'Arès et de Pélopia, et le tue.

## Représentations artistiques

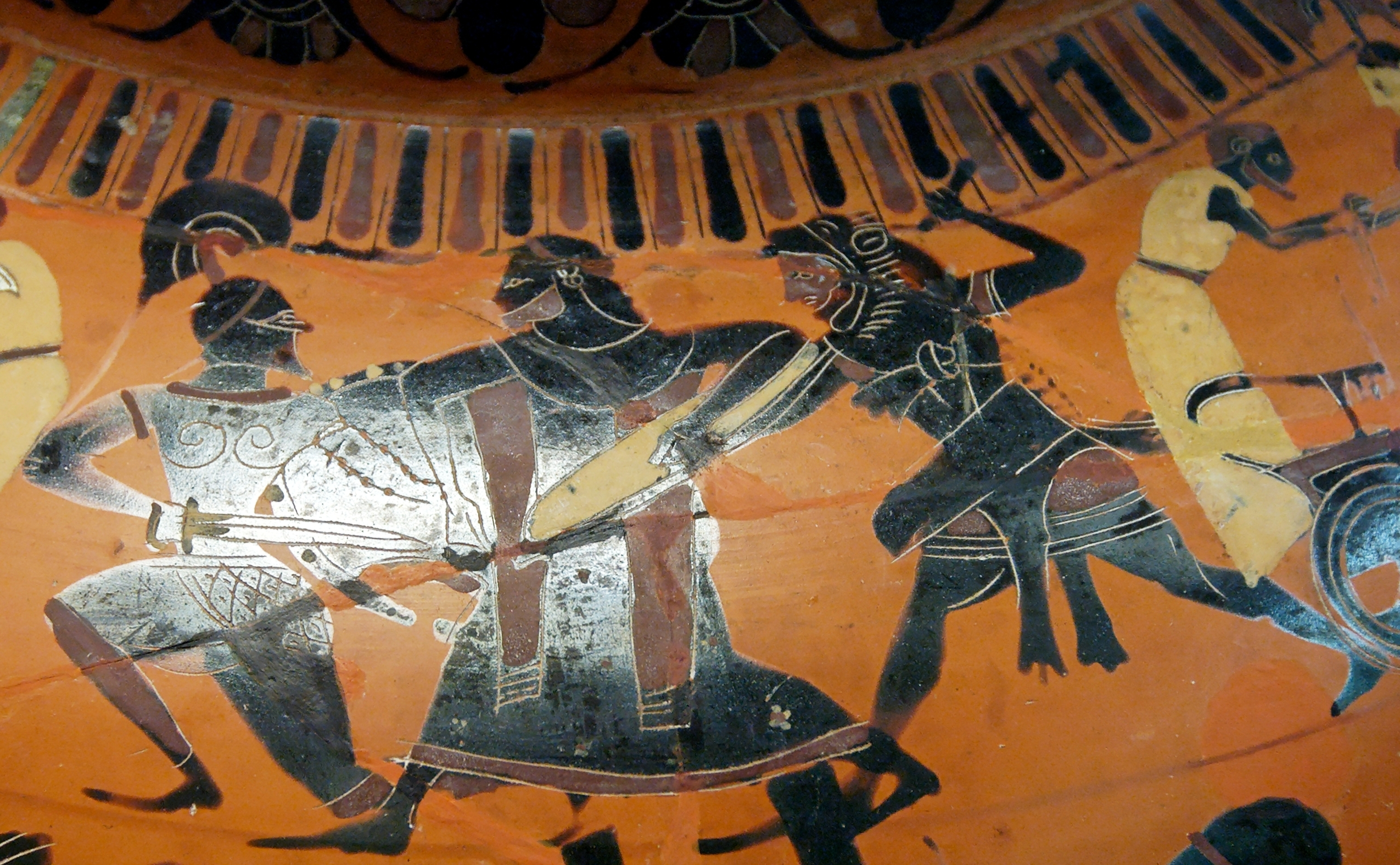
Zeus repousse le bouclier d'Héraclès pour séparer les combattants, amphore du Peintre de Princeton, v. 545-530 av. J.-C., British Museum (B 212).

Le combat d'Héraclès et de Cycnos est un sujet très populaire dans la peinture de vases attique, bien que l'épisode soit relativement mineur dans la carrière d'Héraclès : on la retrouve sur plus d'une centaine de vases qui s'échelonnent entre 560 et 500 av. J.-C., pour leur grande majorité en figures noires.
La moitié environ des vases montrent Héraclès et Cycnos entourés respectivement d'Athéna et d'Arès. Sur tous les vases attiques, Héraclès est représenté non pas en tenue d'hoplite, conformément à la description du Bouclier, mais avec la peau de lion qui est son attribut typique : la convention artistique l'emporte ici sur la fidélité au texte ; Héraclès est bien représenté en armure sur une amphore chalcidienne. De manière générale, les vases non-attiques se montrent plus proches du Bouclier que les vases attiques. Ainsi, un fragment corinthien représente partiellement un temple, allusion au sanctuaire d'Apollon Pagaséen où prend place le combat, détail qu'aucun vase attique ne montre.
À partir de 550 av. J.-C. environ apparaît un cinquième personnage, barbu, qui s'interpose entre les combattants, le plus souvent en levant les mains, mais aussi en repoussant le bouclier d'Héraclès. La découverte récente d'une pyxide tripode du Peintre d'Amasis, où tous les personnages sont nommés par des inscriptions, confirme que ce personnage est bien Zeus. Le vase est fragmentaire, mais on voit clairement la main de Zeus arrêtant Cycnos qui se prépare à lancer sa javeline. La présence de Zeus sur les vases reste néanmoins problématique : pourquoi Zeus ressentirait-il le besoin de protéger Héraclès d'un simple mortel ? Une œnochoé signée par le potier Kolchos et peinte par Lydos reprend la solution d'Hygin : Zeus intervient pour empêcher son fils de se battre avec Arès en personne alors que le cadavre de Cycnos (nommé par une inscription) gît sur le sol. Certains vases font apparaître d'autres figures. Ainsi, l'œnochoé de Lydos montre les chariots des combattants, dont les conducteurs sont nommés conformément au Bouclier : Iolaos pour Héraclès, et Phobos pour Cycnos. Sont représentés à proximité des chevaux Apollon, Poséidon, le Vieux de la Mer et Dionysos. La présence d'Apollon s'explique en ce qu'il est l'instigateur du combat, mais c'est là le seul vase qui montre le dieu de Delphes. Celle du Vieux de la Mer et de Poséidon se justifie peut-être parce que Pagases est un port de mer ; Iolaos mentionne Poséidon comme une divinité favorable à Héraclès dans le Bouclier. La présence de Dionysos est là encore unique dans le corpus des vases ; peut-être s'agit-il d'une allusion à la tradition selon laquelle Dionysos aurait été la première divinité de Delphes.